# Служили два товарища
«Служи́ли два това́рища» — художественный фильм 1968 года, снятый режиссёром Евгением Кареловым по сценарию Юлия Дунского и Валерия Фрида. Действие фильма повествует о событиях Гражданской войны в России.

## Сюжет
В фильме две параллельные сюжетные линии, которые пересекутся. Первая — о двух товарищах-красноармейцах, вторая — о белогвардейских офицерах.
Первые числа ноября 1920 года. Идёт гражданская война. Войска барона Врангеля блокированы в Крыму. РККА готовится к последнему наступлению.
Бойцу Красной армии Андрею Некрасову, бывшему фотографу, командир полка поручает с помощью трофейной кинокамеры Debrie Parvo снять с аэроплана расположение вражеских войск в районе Перекопа. Некрасов пытается объяснить, что не знаком с киносъёмочной техникой, но командир полка настаивает. В помощь Некрасову дают бывшего командира роты Ивана Карякина, разжалованного в рядовые за самовольный расстрел военспеца. Карякин считает, что должен не только помогать Некрасову, но и присматривать за «чуждым элементом» — о себе Некрасов сообщает: «Я, как бы сказать, попович. Меня дядька воспитал, священник».
В ходе съёмки аэроплан терпит аварию, пилот погибает, а Некрасов и Карякин попадают в плен к махновцам. Несмотря на то, что в то время Махно и Красная армия были союзниками, Некрасову и Карякину грозит расстрел. Некрасов замысливает дерзкий побег, причём ему удаётся вернуть кинокамеру.
Отбившись от махновцев, товарищи попадают в расположение красных. Однако и здесь их арестовывают. Женщина-комиссар не расположена верить двум неизвестным без документов, к тому же в тачанке найдена белогвардейская форма. Она приказывает их расстрелять, тем более что принимает Некрасова за офицера, пытавшего её в контрразведке. Однако счастливый случай помогает бойцам избежать смерти: Некрасов в проезжающем мимо автомобиле узнаёт начальника штаба и тот отменяет расстрел.
Командование полка собирается посмотреть на результаты разведывательной киносъёмки, однако плёнка оказывается испорченной. Карякин тут же обвиняет Некрасова в предательстве, но командование дивизией уверено, что в неудаче Некрасова нет умысла. Некрасов, обладающий фотографической памятью, рисует план вражеских укреплений, причём детали его рисунка в точности совпадают со сведениями, полученными от перебежчиков. Один из командиров награждает Некрасова маузером, а обескураженный Карякин вновь пытается наладить с ним добрые отношения.
В Севастополе в номере гостиницы поручик Брусенцов случайно убивает своего приятеля адъютанта Сергея Лукашевича. К убитому вызвана сестра милосердия Саша. Оставленный под домашним арестом Брусенцов знакомится с ней. Вскоре Брусенцова отправляют на оборону Перекопа.
Совершив переход через залив Сиваш, войска Красной армии берут Перекоп штурмом. Как и многие, Брусенцов бежит в Севастополь, откуда уходят последние пароходы. В пути его замечает Карякин и хочет его застрелить. Некрасов просит его не делать этого, а тем временем Брусенцов и другой белый офицер, барон Краузе, скрываются. Брусенцов, несмотря на отговорки попутчика, решает использовать последний патрон в его винтовке. Его жертвой становится Некрасов.
Во время севастопольской эвакуации Брусенцов венчается с сестрой милосердия Александрой. В последний момент он один попадает на отходящий пароход. Его верный конь Абрек бросается в воду за судном, на котором уплывает хозяин и тонет. Брусенцов этого не выдерживает и кончает жизнь самоубийством.
После завоевания Крыма большевиками Карякин приходит в штаб дивизии и сдаёт кинокамеру, оставшуюся ему от Некрасова. Фильм завершается кадрами хроники, снятой Некрасовым.

## В ролях
- Олег Янковский — Андрей Некрасов, красноармеец, кинооператор
- Ролан Быков — Иван Карякин, красноармеец, помощник кинооператора, бывший командир роты, разжалованный в рядовые за самосуд над предателем
- Владимир Высоцкий — Александр Брусенцов, поручик царской армии
- Ия Саввина — Саша, сестра милосердия
- Анатолий Папанов — командир полка РККА
- Николай Крючков — командир взвода РККА
- Пётр Крылов — начальник штаба РККА
- Б. Силантьев — комбриг РККА
- Николай Бурляев — Сергей Лукашевич, адъютант, прапорщик царской армии
- Алла Демидова — комиссар РККА
- Ростислав Янковский — Васильчиков, полковник царской армии
- Роман Ткачук — белогвардейский офицер
- Борис Баташев — белогвардейский офицер
- Николай Дупак — командующий армией РККА
- Аполлон Ячницкий — сосед Саши на корабле
- Василий Фущич — Савчук, махновец
- Валерий Фрид — Семён Маркович, военврач
- Борис Молодан — Семён Панасюк, часовой
- Валентина Березуцкая — хозяйка утонувшего ведра
- Юозас Будрайтис — член штаба РККА
- Николай Парфёнов — белый офицер
- Вениамин Смехов — барон Краузе, белый офицер
- Кирилл Замошкин — главарь махновцев
- Александр Толстых — махновец
- Вадим Шавров — лётчик РККА
- Юрий Кузьменков — боец, сидящий у штаба полка
- Виктор Отиско — боец, сидящий у штаба полка

## Факты

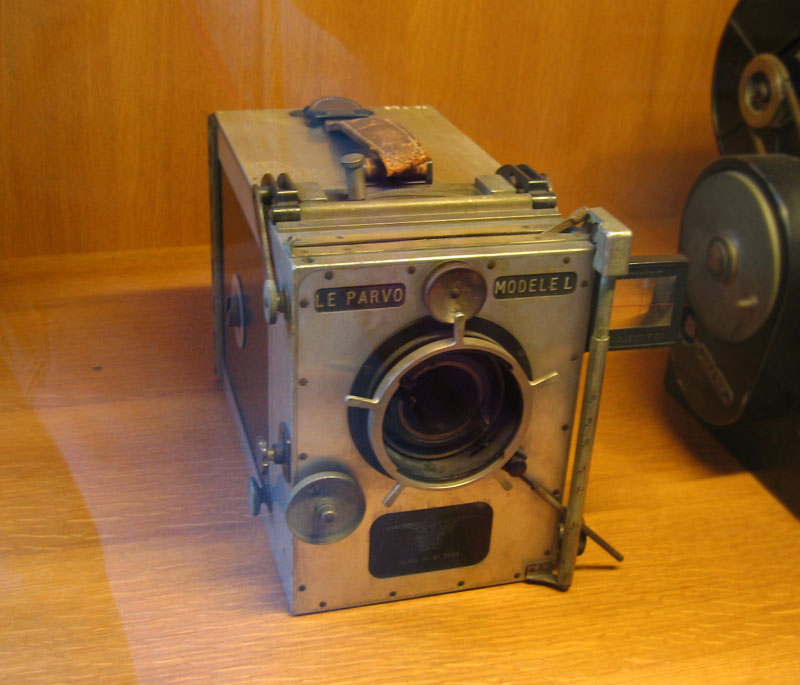
Кинокамера Debrie «Parvo»

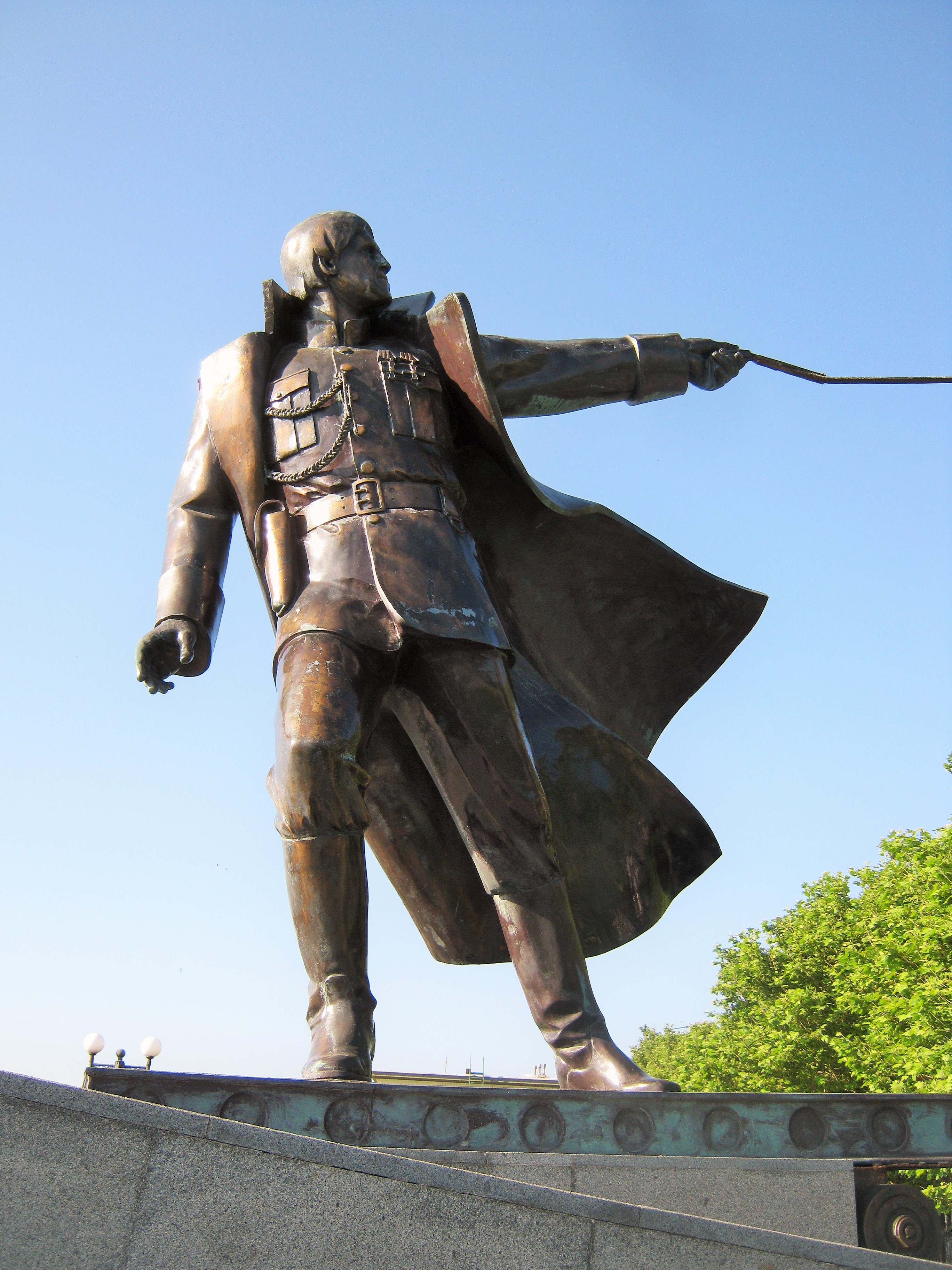
Высоцкий в роли поручика Брусенцова в фильме «Служили два товарища» (памятник в Новороссийске)

- Сценаристы использовали фильм для поиска своих бывших знакомых по ГУЛАГу[1]:

Таким же способом мы пытались отыскать ещё одного его друга Сашу Брусенцова, геройского парня, бывшего лейтенанта. Его имя, отчество, фамилию и даже воинское звание мы присвоили одному из героев фильма «Служили два товарища» — поручику Александру Никитичу Брусенцову.

- Образ Семёна Марковича — доктора, читающего красноармейцам лекцию в стихах, — основан на реальном эпизоде из жизни С. М. Фрида — отца В. С. Фрида[2].
- Владимир Высоцкий был разочарован фильмом, поскольку экранное время его героя было значительно сокращено — бо́льшая часть отснятого материала в фильм не попала[3].
- Повесть «Служили два товарища» писателя Анатолия Яковлевича Кучерова, опубликованная в 1954 году и неоднократно переиздававшаяся[4], не имеет отношения к одноимённому фильму. В ней рассказывается об участии молодёжи в обороне Ленинграда в годы Великой Отечественной войны.
- У группы «Любэ» в альбом «Комбат» включён ремикс песни «Служили два товарища».